# パウル・カラー
パウル・カラー（Paul Karrer, 1889年4月21日 – 1971年6月18日）はロシア・モスクワ生まれのスイス人有機化学者。カロテノイドとビタミンに関する研究で、1937年にノーベル化学賞を受賞した。

## 来歴
1892年に両親と共にスイスに戻りヴィルデックで教育を受けたあと、1908年、レンツブルクのグラマースクールに入学した。その後アルフレート・ヴェルナーのもとチューリッヒ大学で化学を学び、1911年に博士号を取得した。フランクフルト・アム・インのゲオルク・シュパイアー・ハウスでパウル・エールリヒと共に働き、1919年にはチューリッヒ大学の教授職を得た。
チューリッヒ大学は1959年に彼の70歳の誕生日を記念してパウル・カラー記念講座を創設した。教授時代の教え子に大正製薬2代目社長の石井輝司がいる。
チューリッヒで没。

## 業績
彼の最初の研究対象は金属錯体であったが、彼を有名にしたのは植物色素、なかでも黄色いカロテノイドの研究であった。カロテノイドの構造から、これらの化合物が生物で代謝されてビタミンA（レチノイド）となることを明らかにした。この研究はビタミンの前駆体が初めて発見された例として知られる。さらに、ビタミンC（アスコルビン酸）の構造を明らかにし、ビタミンB2（リボフラビン）とビタミンE（トコフェロール）の構造解明にも寄与している。

## 関連人物
- 石井輝司
- 宮道悦男